# 東向日駅

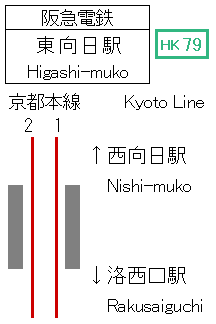
配線図

東向日駅（ひがしむこうえき）は、京都府向日市寺戸町小佃にある、阪急電鉄京都本線の駅。駅番号はHK-79。

## 歴史
- 1928年（昭和3年）11月1日：新京阪鉄道の高槻町駅（現在の高槻市駅） - 京都西院駅（現在の西院駅）間延伸と同時に東向日町駅（ひがしむこうまちえき）として開業[3][4]。開業時は待避線が存在した。
- 1930年（昭和5年）9月15日：会社合併により京阪電気鉄道新京阪線の駅となる[3]。
- 1943年（昭和18年）10月1日：会社合併により京阪神急行電鉄（現在の阪急電鉄）の駅となる[3]。
- 1949年（昭和24年）12月1日：新京阪線が京都本線に改称され、当駅もその所属となる[3]。
- 1972年（昭和47年）
  - 8月：ホーム有効長を160mに延伸[5]。
  - 10月1日：向日町の市制施行により、東向日駅に改称[3]。
- 2013年（平成25年）12月21日：駅番号導入[6][7]。

## 駅構造
相対式ホーム2面2線を有する地上駅。分岐器や絶対信号機を持たないため、停留所に分類される。駅舎は両ホームの梅田寄りにあり、双方のホームは地下道で連絡している。梅田方面行ホーム側の改札口（東口）は無人（駅員無配置）であるが、自動券売機は設置されている。競輪開催時を見据えてか、ホーム幅員は広く自動改札機の台数が多い。
トイレは西改札内にある。

### のりば
| 号線 | 路線      | 方向 | 行先                                 |
| ---- | --------- | ---- | ------------------------------------ |
| 1    | ■京都本線 | 上り | 京都河原町・嵐山方面                 |
| 2    | ■京都本線 | 下り | 高槻市・淡路・大阪梅田・天下茶屋方面 |

※実際には構内にのりば番号表記はないが、スマートフォン向けアプリ「阪急沿線ナビ TOKKアプリ」の発車案内機能では、京都河原町方面が1号線、大阪梅田方面が2号線と表示されている。
- 向日町競輪場で競輪が開催される際は夕方の快速急行が臨時停車することがある。2001年（平成13年）3月24日のダイヤ改正以前は昼間・夕方の一部の急行が臨時停車していた。
- 洛西口駅開業前は桂車庫（桂駅）構内配線の関係上で当駅始発の列車が設定されていたが、洛西口駅開業後は洛西口駅始発とされた。

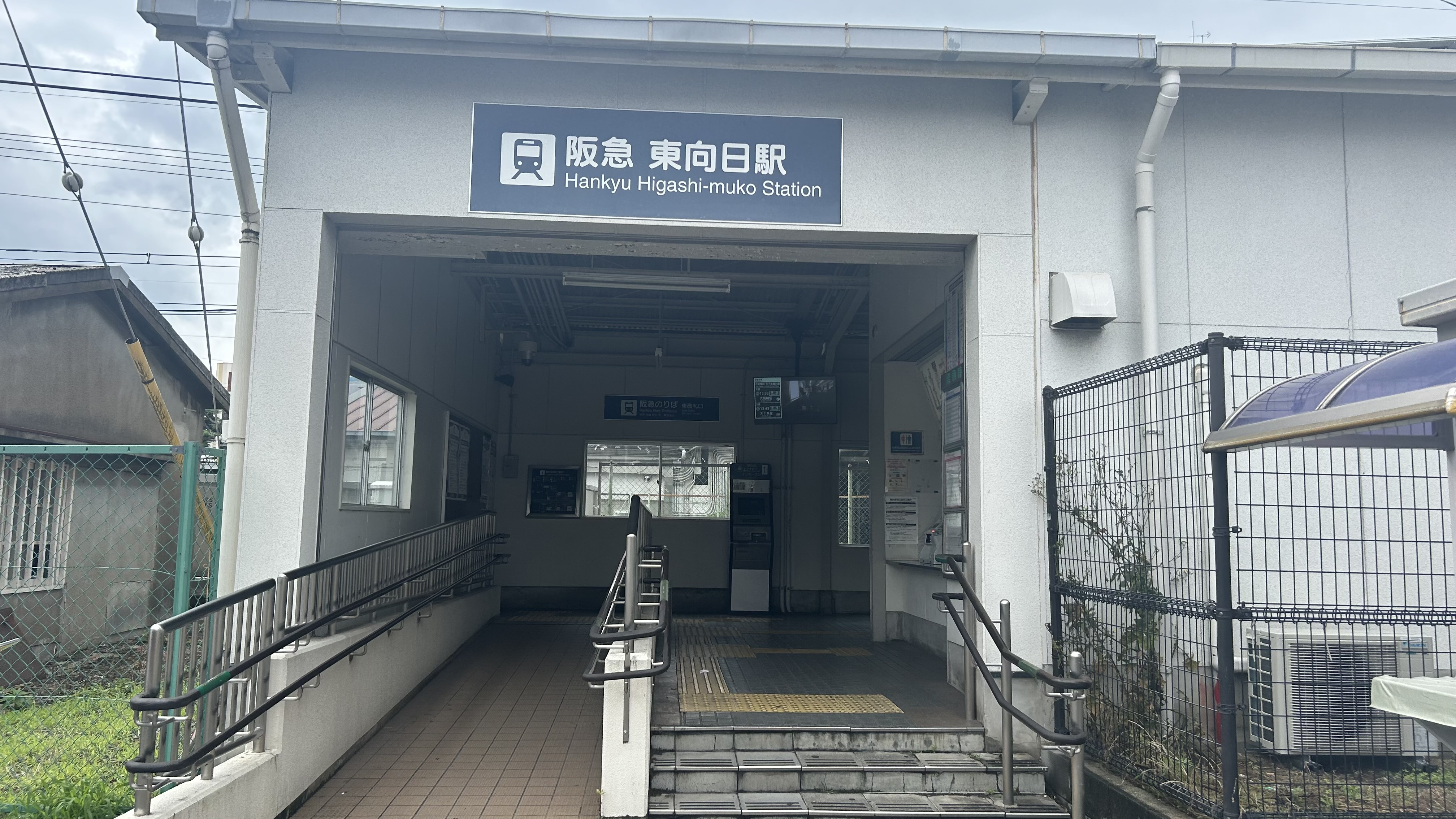
東口
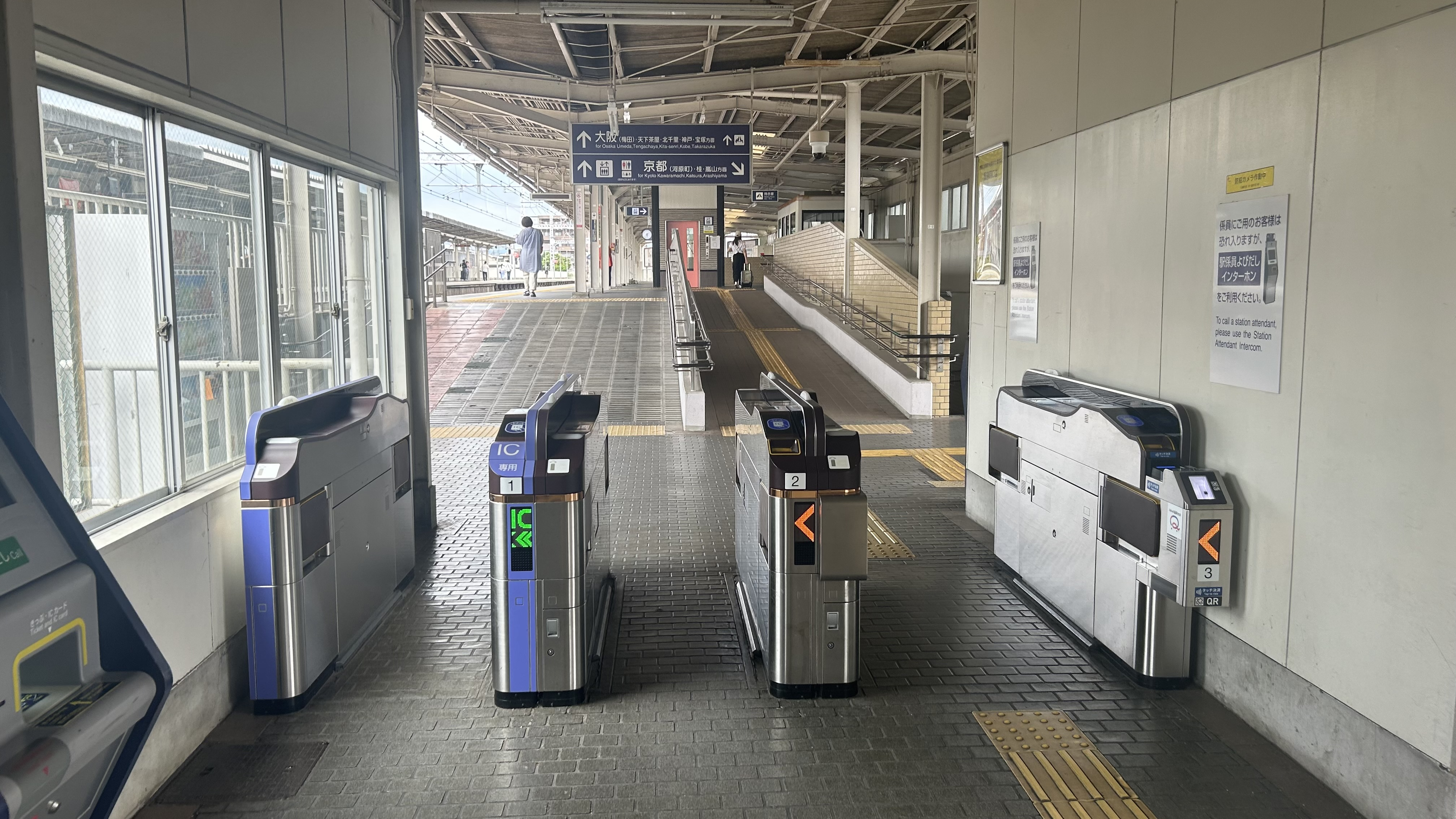
東改札口
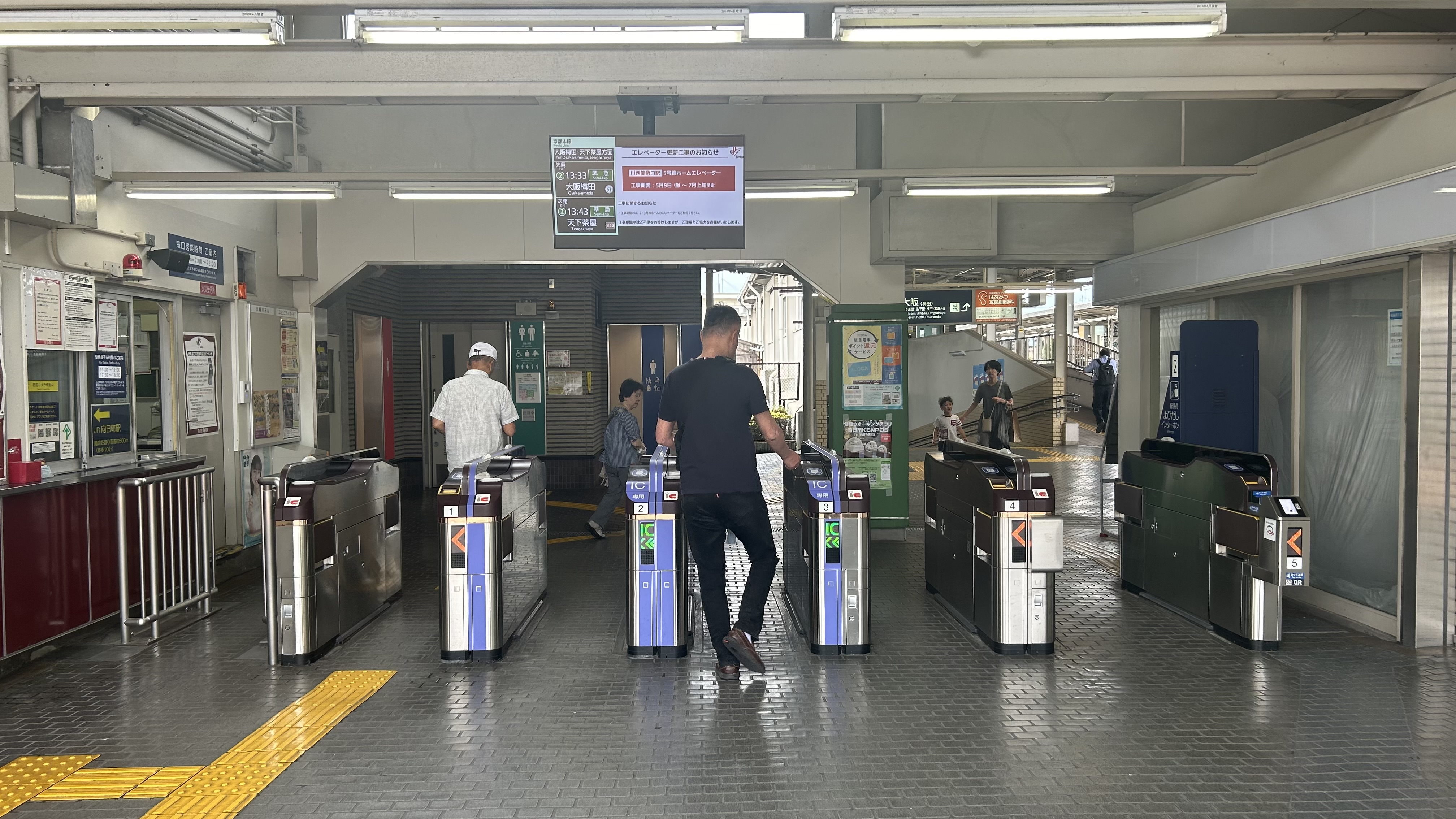
西改札口
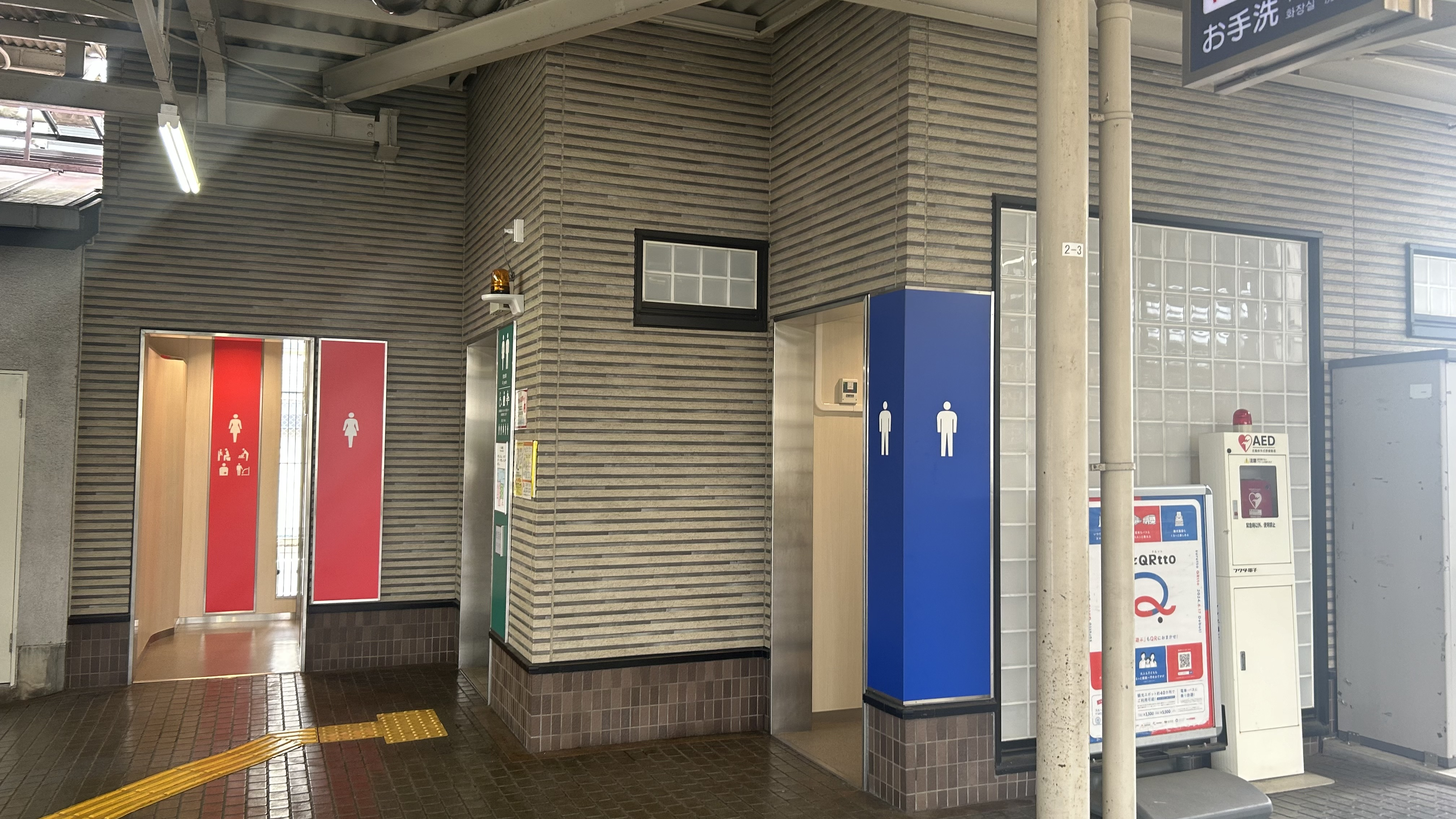
トイレ
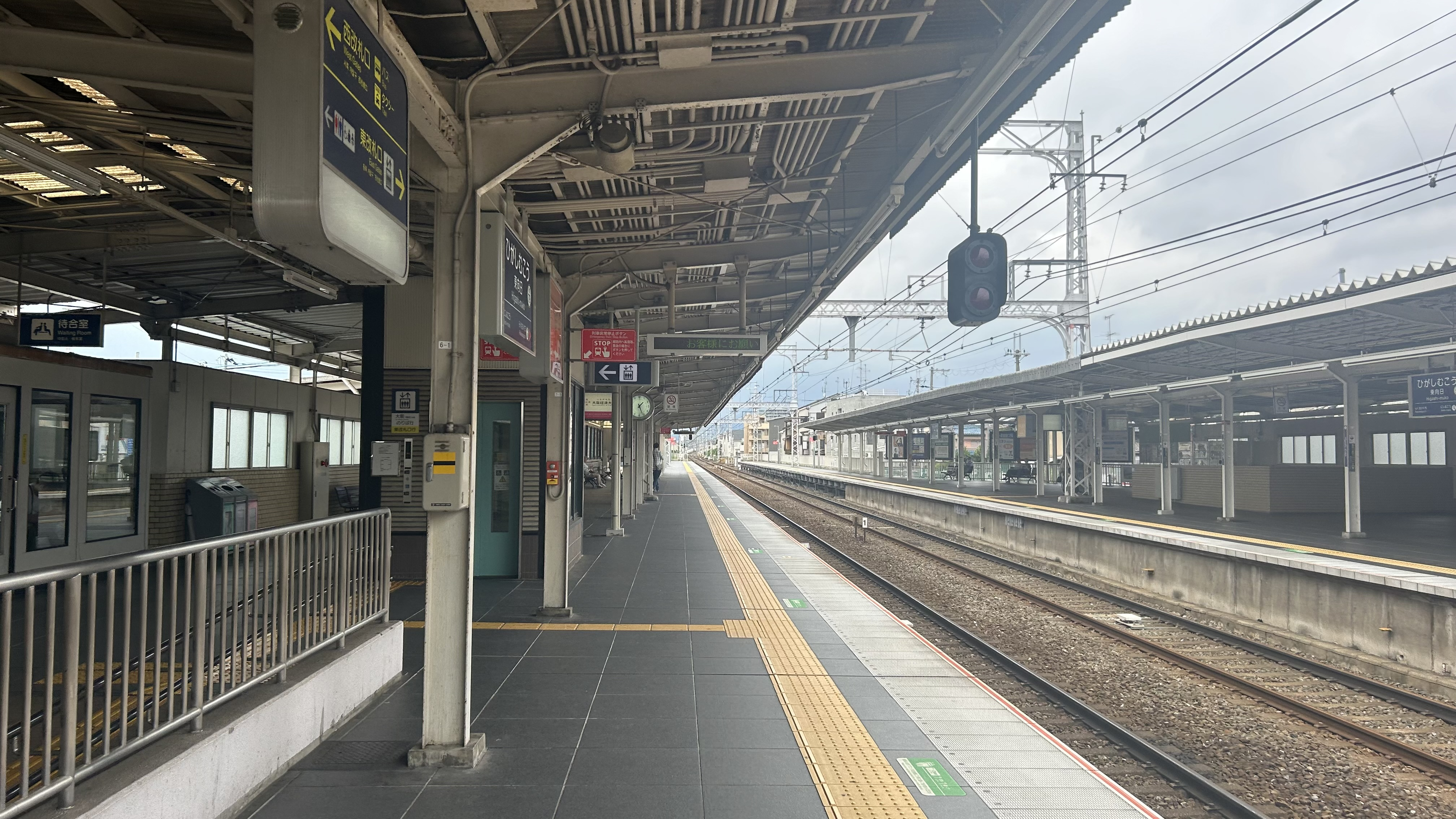
京都方面ホーム
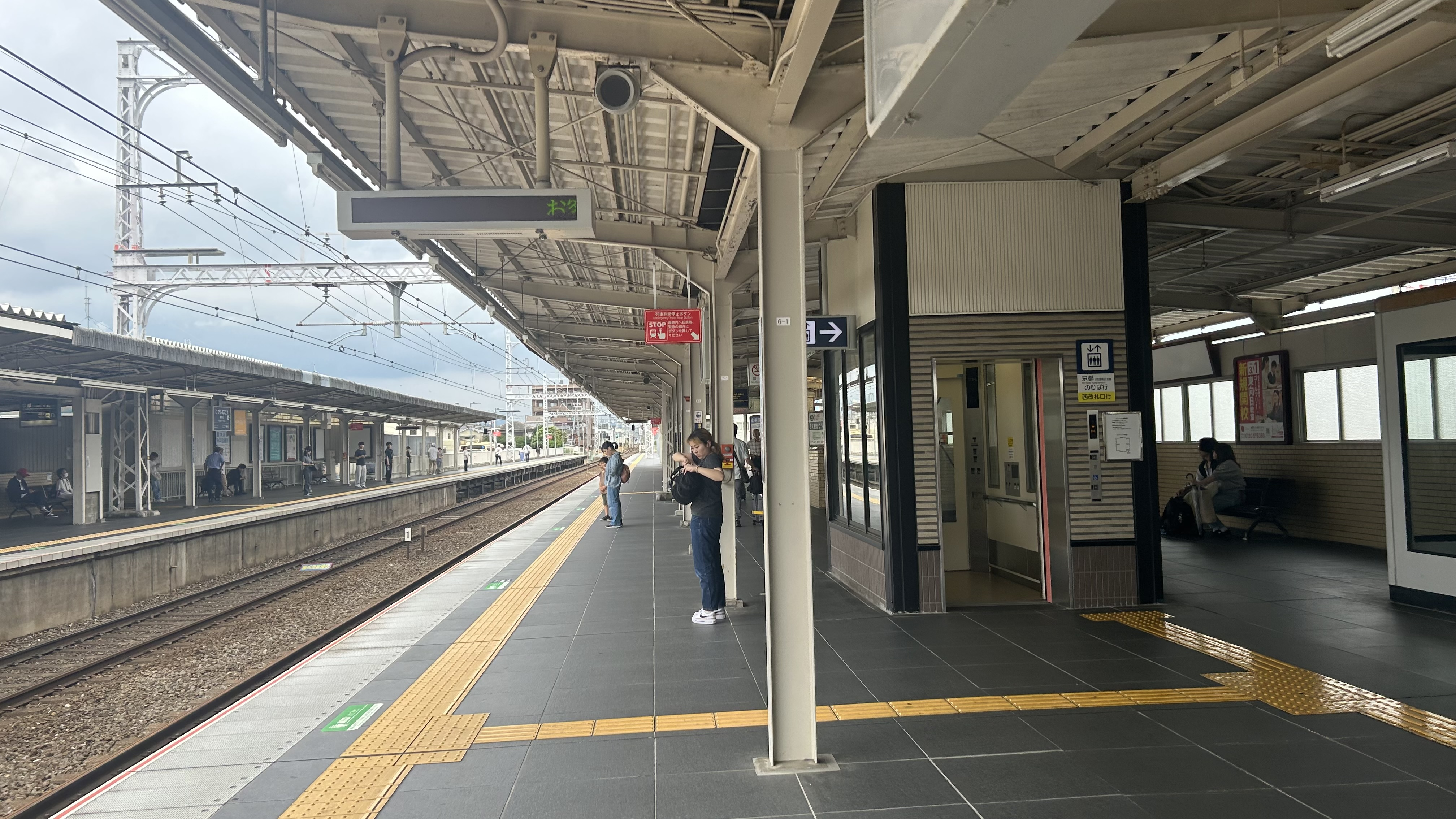
淡路方面ホーム
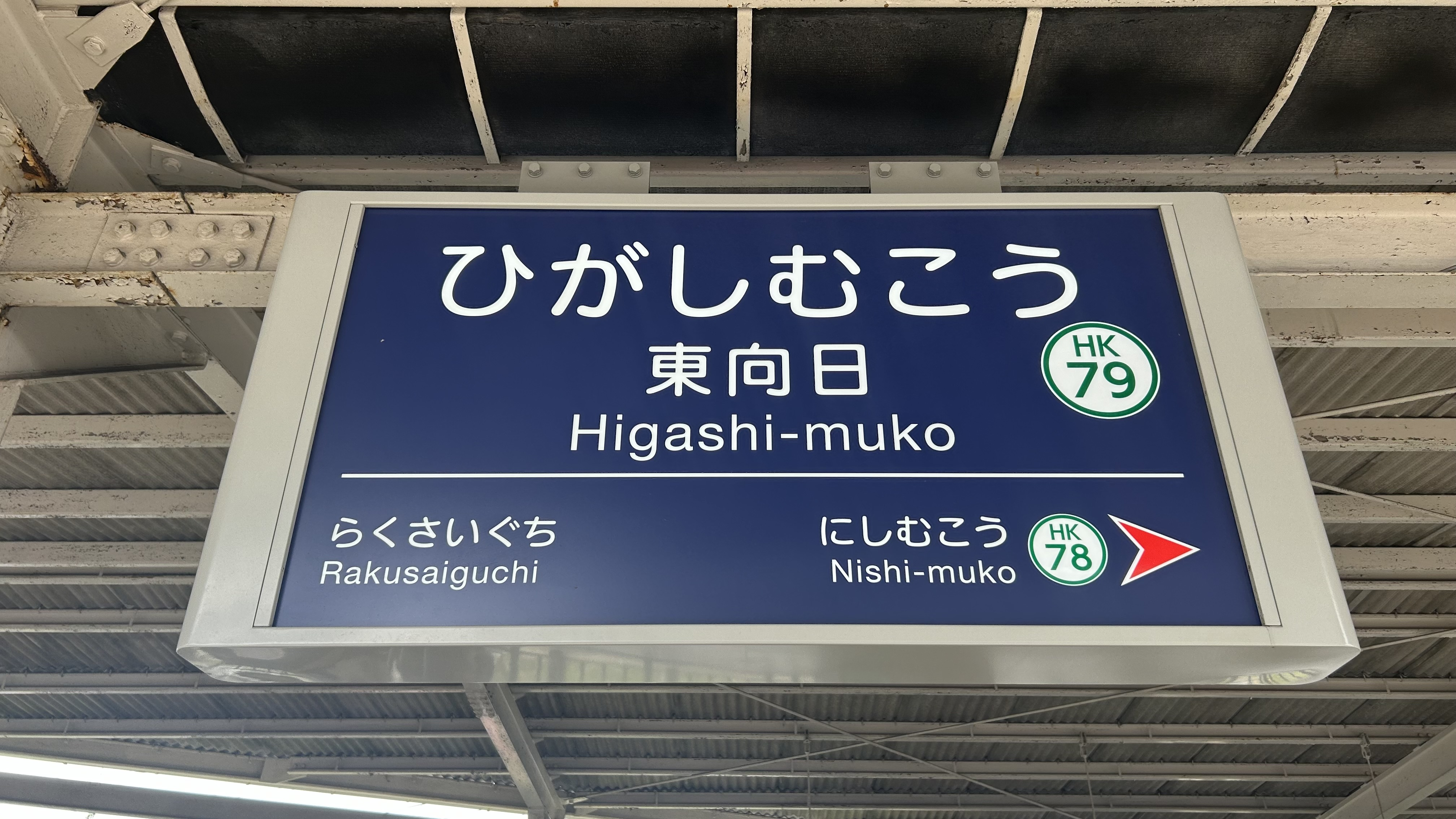
駅名標

## 利用状況
2023年（令和5年）の1日あたりの通年平均乗降人員は11,513人で、阪急電鉄全線では61位。

### 年次別利用状況
各年次の乗降人員の推移は下表の通り。
| 年次               | 乗降人員 | 順位 | 出典       |
| ------------------ | -------- | ---- | ---------- |
| 2017年（平成29年） | 12,946   | 59位 | [ 阪急 1 ] |
| 2018年（平成30年） | 13,151   | 59位 | [ 阪急 2 ] |
| 2019年（令和元年） | 13,261   | 58位 | [ 阪急 3 ] |
| 2020年（令和02年） | 9,940    | 59位 | [ 阪急 4 ] |
| 2021年（令和03年） | 9,966    | 62位 | [ 阪急 5 ] |
| 2022年（令和04年） | 10,739   | 61位 | [ 阪急 6 ] |
| 2023年（令和05年） | 11,513   | 61位 |            |

### 年度別利用状況
各年度の利用状況は下表の通り。
1996年度までは京都府統計書のデータ（単位：千人）を日数で除した数値を、1997年度以降は向日市・長岡京市統計書のデータを記載している。
向日市・長岡京市でそれぞれ数値が異なる年度については向日市のものを優先している。
| 年度               | 乗車人員 | 降車人員 | 乗降人員 | 出典          | 出典          | 出典            |
| 年度               | 乗車人員 | 降車人員 | 乗降人員 | 京都府        | 向日市        | 長岡京市        |
| ------------------ | -------- | -------- | -------- | ------------- | ------------- | --------------- |
| 1991年（平成03年） | 15,399   | -        | -        | [ 京都府 1 ]  | -             | -               |
| 1992年（平成04年） | 15,088   | -        | -        | [ 京都府 2 ]  | -             | -               |
| 1993年（平成05年） | 13,808   | -        | -        | [ 京都府 3 ]  | -             | -               |
| 1994年（平成06年） | 13,299   | -        | -        | [ 京都府 4 ]  | -             | -               |
| 1995年（平成07年） | 12,896   | -        | -        | [ 京都府 5 ]  | -             | -               |
| 1996年（平成08年） | 20,910   | -        | -        | [ 京都府 6 ]  | -             | -               |
| 1997年（平成09年） | 12,178   | 12,302   | 24,480   | [ 京都府 7 ]  | [ 向日市 1 ]  | -               |
| 1998年（平成10年） | 11,424   | 11,224   | 22,648   | [ 京都府 8 ]  | [ 向日市 1 ]  | -               |
| 1999年（平成11年） | 11,220   | 11,034   | 22,254   | [ 京都府 9 ]  | [ 向日市 1 ]  | -               |
| 2000年（平成12年） | 11,559   | 11,421   | 22,980   | [ 京都府 10 ] | [ 向日市 1 ]  | -               |
| 2001年（平成13年） | 10,901   | 11,506   | 22,407   | [ 京都府 11 ] | [ 向日市 1 ]  | -               |
| 2002年（平成14年） | 10,213   | 10,371   | 20,584   | [ 京都府 12 ] | [ 向日市 2 ]  | -               |
| 2003年（平成15年） | 10,129   | 10,288   | 20,417   | [ 京都府 13 ] | [ 向日市 3 ]  | -               |
| 2004年（平成16年） | 9,909    | 10,065   | 19,974   | [ 京都府 14 ] | [ 向日市 4 ]  | [ 長岡京市 1 ]  |
| 2005年（平成17年） | 9,444    | 9,407    | 18,851   | [ 京都府 15 ] | [ 向日市 5 ]  | [ 長岡京市 1 ]  |
| 2006年（平成18年） | 9,252    | 9,163    | 18,415   | [ 京都府 16 ] | [ 向日市 6 ]  | [ 長岡京市 1 ]  |
| 2007年（平成19年） | 8,873    | 9,163    | 18,036   | [ 京都府 17 ] | [ 向日市 7 ]  | [ 長岡京市 1 ]  |
| 2008年（平成20年） | 10,050   | 10,024   | 20,074   | [ 京都府 18 ] | [ 向日市 8 ]  | [ 長岡京市 1 ]  |
| 2009年（平成21年） | 9,057    | 9,095    | 18,152   | [ 京都府 19 ] | [ 向日市 9 ]  | [ 長岡京市 2 ]  |
| 2010年（平成22年） | 8,542    | 8,609    | 17,151   | [ 京都府 20 ] | [ 向日市 10 ] | [ 長岡京市 3 ]  |
| 2011年（平成23年） | 7,726    | 7,810    | 15,536   | [ 京都府 21 ] | [ 向日市 11 ] | [ 長岡京市 4 ]  |
| 2012年（平成24年） | 7,980    | 7,967    | 15,947   | [ 京都府 22 ] | [ 向日市 12 ] | [ 長岡京市 5 ]  |
| 2013年（平成25年） | 8,212    | 8,098    | 16,310   | [ 京都府 23 ] | [ 向日市 13 ] | [ 長岡京市 6 ]  |
| 2014年（平成26年） | 8,666    | 8,746    | 17,412   | [ 京都府 24 ] | [ 向日市 14 ] | [ 長岡京市 7 ]  |
| 2015年（平成27年） | 8,339    | 8,304    | 16,643   | [ 京都府 25 ] | [ 向日市 15 ] | [ 長岡京市 8 ]  |
| 2016年（平成28年） | 8,028    | 7,930    | 15,958   | [ 京都府 26 ] | [ 向日市 16 ] | [ 長岡京市 9 ]  |
| 2017年（平成29年） | 8,006    | 7,875    | 15,881   | [ 京都府 27 ] | [ 向日市 17 ] | [ 長岡京市 10 ] |
| 2018年（平成30年） | 7,853    | 7,698    | 15,551   | [ 京都府 28 ] | [ 向日市 18 ] | [ 長岡京市 11 ] |
| 2019年（令和元年） | 8,118    | 8,010    | 16,128   | [ 京都府 29 ] | [ 向日市 19 ] | [ 長岡京市 12 ] |
| 2020年（令和02年） | 5,845    | 5,782    | 11,627   | [ 京都府 30 ] | [ 向日市 20 ] | [ 長岡京市 13 ] |
| 2021年（令和03年） | 6,021    | 5,981    | 12,002   | [ 京都府 31 ] | [ 向日市 21 ] | [ 長岡京市 14 ] |
| 2022年（令和04年） | 6,810    | 6,784    | 13,594   | [ 京都府 32 ] | [ 向日市 22 ] | [ 長岡京市 15 ] |

## 駅周辺
- 西日本旅客鉄道（JR西日本）向日町駅 - 当駅からの距離は500メートルで、徒歩での連絡が可能[3]。
- 向日市役所
- 向日市立図書館
- 向日市文化資料館
- 向日市福祉会館
- 向日町駅前郵便局
- 向日町寺戸郵便局
- 善峯寺（しあわせ地蔵、西国三十三所二十番札所） - 当駅からバスまたはタクシー利用。
- 勝持寺（花の寺）
- 十輪寺
- 京都向日町競輪場 - 競輪開催日に限り競輪場行き無料送迎バスが運行される[3]。
- 阪急タクシー 京都営業所

## バス路線
西口ロータリーに阪急バス（大山崎営業所）の路線が乗り入れる。停留所名は「阪急東向日駅」。
ロータリーの奥にはかつて向日出張所があった。現在も当駅止まりのバスが折り返す際などに活用されている。
他に向日市のコミュニティバス「ぐるっとむこうバス」も乗り入れる。
かつては京阪バスも乗り入れていたほか、阪急バスは洛西口駅前・JR桂川駅前方面、菱川回り（国道171号経由）の長岡天神駅方面の路線も運行していた。
| のりば | 路線名   | 系統・行先                          | 備考                                                                                       |
| ------ | -------- | ----------------------------------- | ------------------------------------------------------------------------------------------ |
| 1      | 大原野線 | 63系統：洛西バスターミナル/南春日町 | 朝夕は南春日町止まり                                                                       |
| 1      | 大原野線 | 64系統：右京の里循環                | 朝のみ東山先行、以降は勝山町先行                                                           |
| 1      | 大原野線 | 66系統：善峯寺/小塩                 | 1月6日から2月末までは小塩止まり、それ以外の時期は全便善峯寺行き（2025年5月31日に運行終了） |
| 2      | 大原野線 | 63・64・66系統：JR向日町駅          |                                                                                            |

## 隣の駅
阪急電鉄
■京都本線
■快速特急・■特急・■通勤特急・■準特急・■急行
通過
■準急・■普通
西向日駅 (HK-78) - 東向日駅 (HK-79) - 洛西口駅 (HK-80)

### 記事本文